# Podkamień (Nysa)
Podkamień (deutsch Steinhübel) ist ein Ort der Stadt- und Landgemeinde Nysa (Neisse) im Powiat Nyski der Woiwodschaft Opole (Oppeln) in Polen.

## Geographie
Das Straßendorf Podkamień liegt etwa vier Kilometer südlich von Nysa und etwa 60 Kilometer südwestlich von  Opole (Opole) in der Schlesischen Tiefebene im Tal der Glatzer Neiße an der Woiwodschaftsstraße 411. Durch den Ort verläuft die Bahnstrecke Kędzierzyn-Koźle–Nysa. Vormals verkehrte hier die Neisser Kreisbahn. 
Nachbarorte von Podkamień sind im Norden Nysa (Neisse), im Osten Hajduki Nyskie (Heidau), im Süden Przełęk (Preiland) und im Westen Biała Nyska (Bielau).

## Geschichte

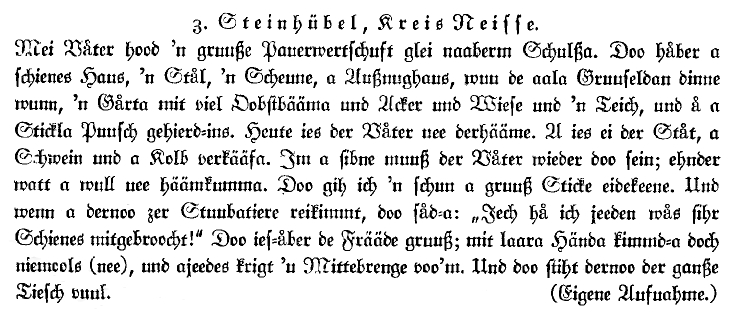
Proben der deutschen Mundarten Oberschlesiens – Steinhübel

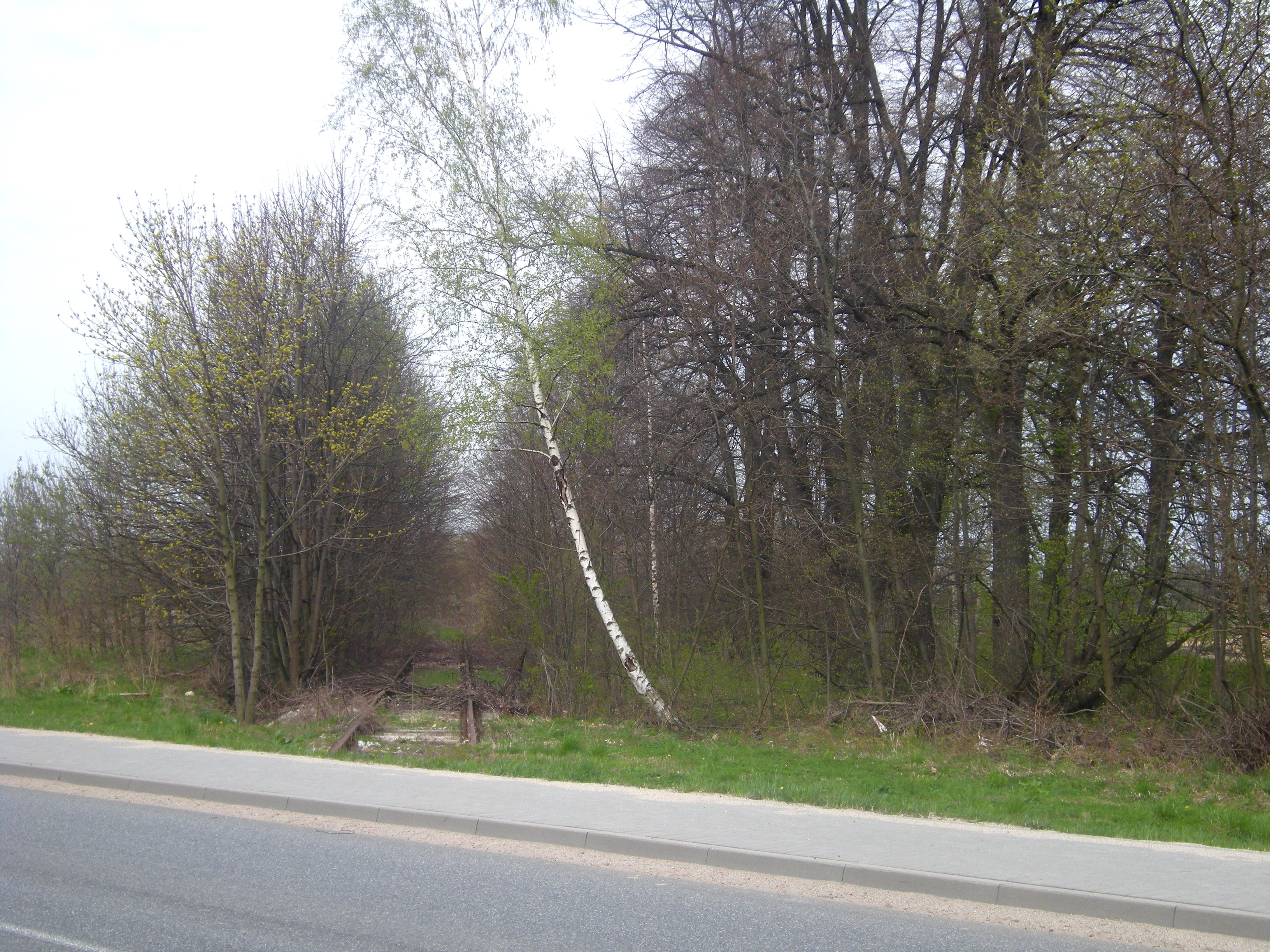
Stillgelegte Schienen der vormaligen Neisser Kreisbahn

Nach dem Ersten Schlesischen Krieg 1742 fiel Steinhübel mit dem größten Teil Schlesiens an Preußen.
Nach der Neuorganisation der Provinz Schlesien gehörte die Landgemeinde Steinhübel ab 1816 zum Landkreis Neisse, mit dem es bis 1945 verbunden blieb. 1845 bestanden im Dorf 20 Häuser. Im gleichen Jahr lebten in Steinhübel 160 Einwohner, davon drei evangelisch. 1855 waren es 681 Einwohner. Für das Jahr 1865 sind acht Gärtner- und 11 Häuslerstellen belegt. Eingepfarrt und eingeschult waren die Einwohner von Steinhübel nach Bielau 1874 wurde der Amtsbezirk Bielau gegründet, dem die Landgemeinden Bielau, Eilau, Mohrau, Preiland und Steinhübel sowie die gleichnamigen Gutsbezirke eingegliedert wurden. Im November 1875 wurde die Bahnstrecke Neisse–Ziegenhals eröffnet, womit Steinhübel einen Anschluss an das Schienennetz der Oberschlesischen Eisenbahn erhielt. 1885 zählte Steinhübel 161 Einwohner. 1912 wurde eine Teilstrecke der Neisser Kreisbahn eröffnet. 1933 lebten in Steinhübel 152 Einwohner; 1939 waren es 182 Einwohner.
Als Folge des Zweiten Weltkriegs fiel Steinhübel 1945 mit dem größten Teil Schlesiens an Polen und wurde nachfolgend in Podkamień umbenannt. Die deutsche Bevölkerung wurde, soweit sie nicht vorher geflohen war, vertrieben. Die neu angesiedelten waren teilweise Zwangsumgesiedelte aus Ostpolen, das an die Sowjetunion gefallen war.